# Iekaterínovski (Krasnodar)
Iekaterínovski - Екатериновский (rus) - és un khútor del krai de Krasnodar, a Rússia. És a la riba esquerra del riu Kuban, a 36 km al nord-est d'Abinsk i a 42 km a l'oest de Krasnodar. Pertany a la stanitsa de Fiódorovskaia.